# Telmatobius ventriflavum
Telmatobius ventriflavum es una especie de rana de la familia Telmatobiidae.

## Descripción
La parte ventral es de coloración amarilla y naranja en los adultos.

## Distribución geográfica
Es endémica de montanos de la vertiente pacífica de los Andes del Perú.

## Estado de conservación
Se encuentra amenazada por la pérdida de su hábitat natural y la quitridiomicosis. 